# Anatoly Konev
Anatoly Konstantinovich Konev (cirílico:Анатолий Константинович Конев) (Moscou, 10 de janeiro de 1921 – Moscou, 9 de novembro de 1965) foi um basquetebolista russo e soviético que integrou a Seleção Soviética na conquista da Medalha de Prata conquistada nos XV Jogos Olímpicos de Verão em 1952 realizados em Helsínquia na Finlândia.

## Seleção russa
Konev jogou com a seleção nacional sênior de basquete da União Soviética nos Jogos Olímpicos de Verão de 1952, onde conquistou a medalha de prata. Ele jogou em todos os oito jogos da União Soviética.

## Classificação internacional
a seguir uma tabela de classificação comparando Anatoly Konev com o resto do mundo.
|               | ranque mundial | ranque europeu | ranque russo |
| ------------- | -------------- | -------------- | ------------ |
| classificação | 10486          | 7841           | 1924         |